# جون هارتيغان
جون هارتيغان (بالإنجليزية: John DeStefani Hartigan) هو موجه قوارب ‏ أمريكي، ولد في 28 فبراير 1940 في منيابولس في الولايات المتحدة.

## وصلات خارجية
- جون هارتيغان على موقع الاتحاد الدولي للتجديف (الإنجليزية)
- جون هارتيغان على موقع اللجنة الأولمبية الدولية (الإنجليزية)
- جون هارتيغان على موقع أوليمبيديا (الإنجليزية)